# Misión secreta: Extraction
Misión secreta: Extraction (título original: Extraction) es una película estadounidense de acción y suspenso de 2013, dirigida por Tony Giglio, que a su vez la escribió, musicalizada por Justus Dobrin, en la fotografía estuvo Jesse Brunt y los protagonistas son Jonathan Patrick Foo, Falk Hentschel y Vinnie Jones, entre otros. El filme fue realizado por Sony Pictures Television y Ranger 7 Films; se estrenó el 5 de septiembre de 2013.

## Sinopsis
Un equipo de operaciones encubiertas de Estados Unidos se dirige a una cárcel bajo tierra en Chechenia, allí tienen que hallar "el cerebro del terrorismo", y así obtener información. Pero surgen complicaciones y no sale como lo habían planificado.